# 2018년 칸 영화제
제71회 칸 영화제는 2018년 5월 8일부터 5월 19일까지 개최되었다. 올해의 심사위원장은 오스트레일리아의 배우 케이트 블란쳇이 선정되었다. 최고상인 황금종려상 수상작은 <어느 가족>의 고레에다 히로카즈 감독 (일본)에게 수여되었다.
올해의 개막작으로는 아시가르 파르하디 감독의 심리 스릴러로 하비에르 바르뎀, 페넬로페 크루스, 리카르도 다린 주연의 <누구나 아는 비밀>이 선정, 그와 동시에 경쟁부문에 진출하였다. 스페인어 영화가 개막작으로 선정된 것은 지난 2004년 칸 영화제 당시 상영된 페드로 알모도바르 감독의 <나쁜 교육> 이후 14년 만의 일이었다.
공식 포스터의 주인공은 장 뤽 고다르 감독의 영화 <미치광이 피에로>에 출연한 장폴 벨몽도와 안나 카리나가 선정됐다. 고다르 감독의 작품이 포스터 소재로 쓰인 것은 2016년 칸 영화제 당시 <경멸> (1963)이 사용된 이후 두 번째다. 대회조직위 측은 프랑스 사진가 조르주 피에르의 작품에서 영감을 얻어 제작한 것으로 그에게 바치는 헌사라고 밝혔다.

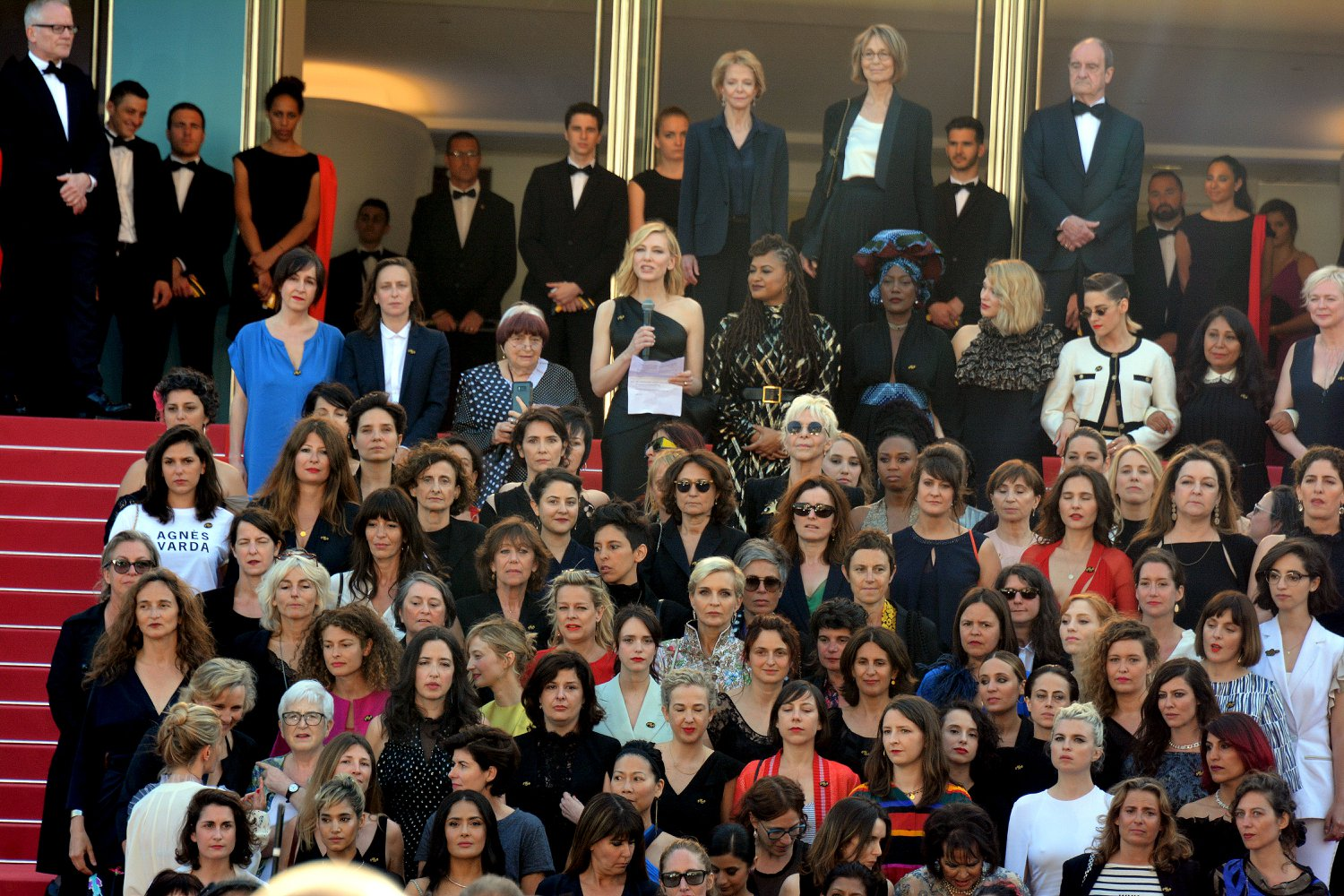
2018년 5월 12일 영화계의 성평등 증진을 요구하는 의미에서 한자리에 모인 여성 감독들의 단체사진

## 심사위원

### 경쟁부문

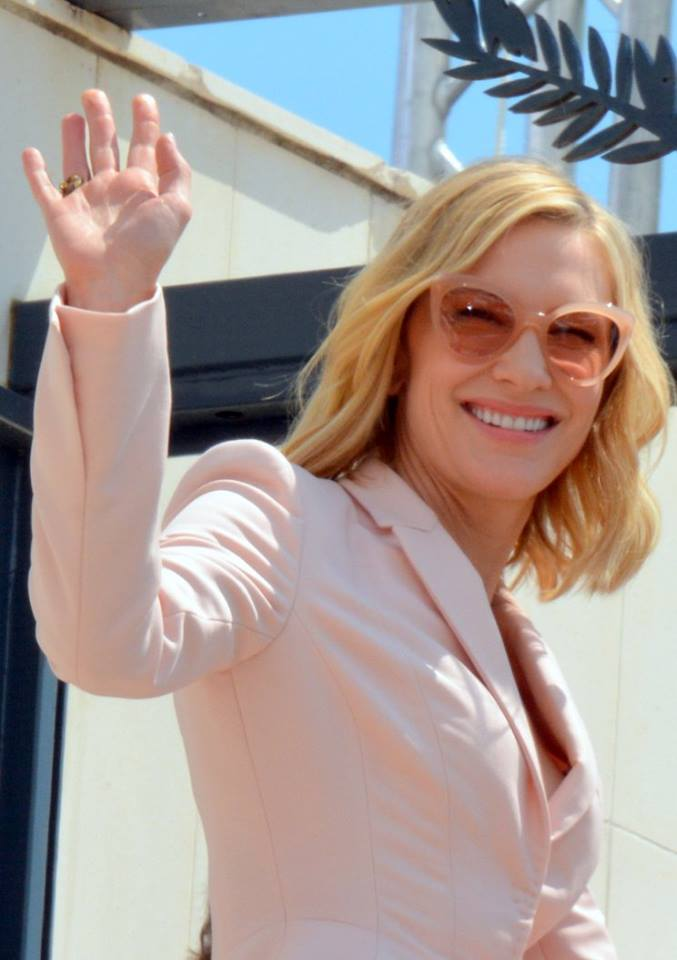
경쟁부문 심사위원장 케이트 블란쳇

- 케이트 블란쳇 - 오스트레일리아의 배우, 심사위원장[2][6]
- 장첸 - 중화민국의 배우
- 에바 두버네이 - 미국의 영화감독
- 로베르 게디기앙 - 프랑스의 영화감독
- 카자 닌 - 부룬디의 싱어송라이터
- 레아 세이두 - 프랑스의 배우
- 크리스틴 스튜어트 - 미국의 배우
- 드니 빌뇌브 - 캐나다의 영화감독
- 안드레이 즈뱌긴체프 - 러시아의 영화감독

### 주목할 만한 시선

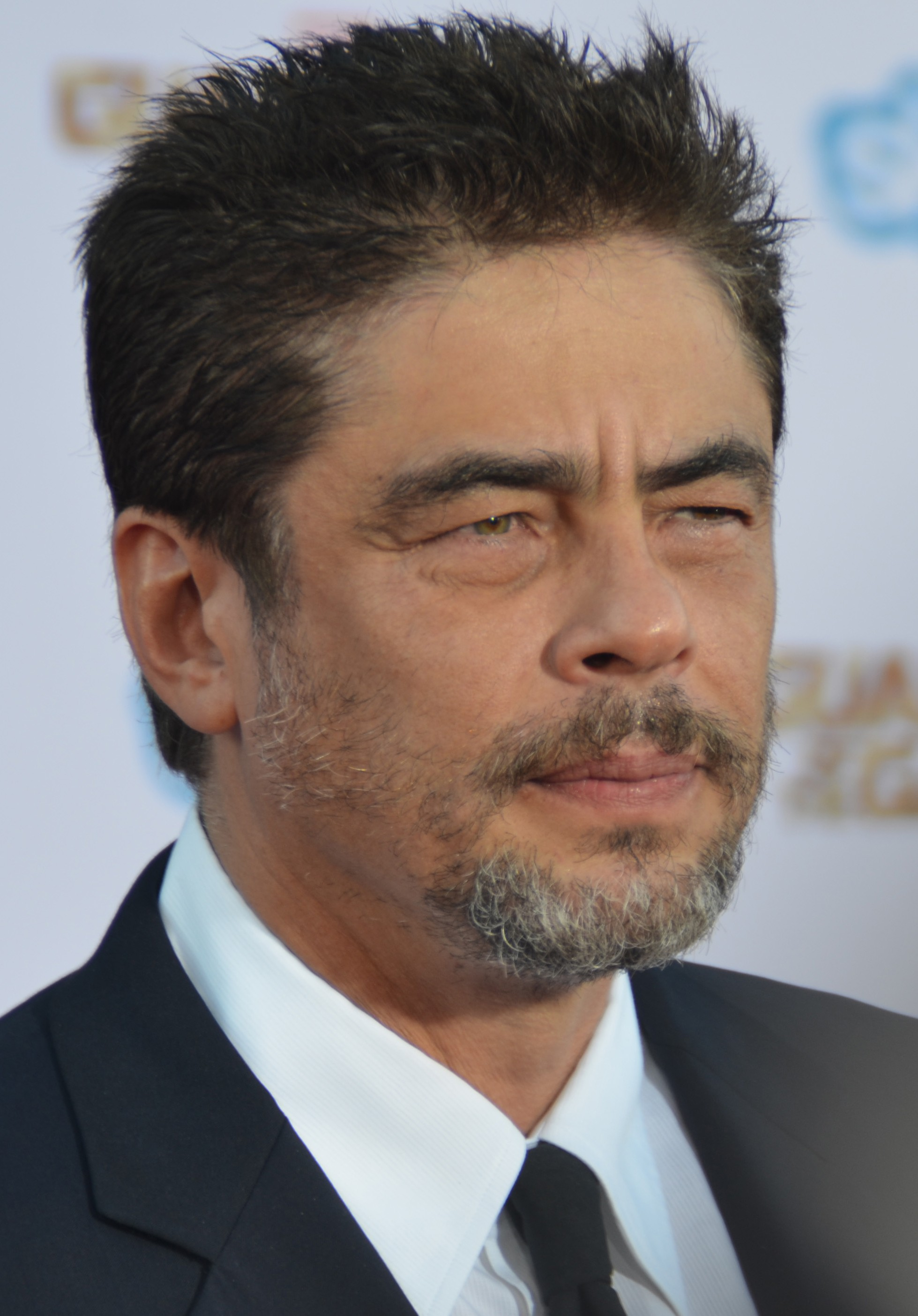
주목할 만한 시선 부문 심사위원장 베니시오 델 토로

- 베니시오 델 토로 - 푸에르토리코의 배우, 심사위원장[7]
- 칸테미르 발라고프 - 러시아의 영화감독[8]
- 줄리 헌싱어 - 미국 텔류라이드 영화제 디렉터
- 안마리 자시르 - 팔레스타인의 작가, 영화감독
- 비르지니 르도엔 - 프랑스의 배우

### 황금카메라상
- 위르실라 메이에 - 스위스의 영화감독, 심사위원장[9]
- 마리 아마슈켈리 - 프랑스의 영화감독[10]
- 아이리스 브레이 - 프랑스계 미국 평론가, 영화감독, 작가
- 실뱅 파주 - 프랑스 시네파즈 대표
- 잔 라푸아리 -  프랑스의 촬영기사
- 아르노 라리외, 장마리 라리외 - 프랑스의 영화감독, 작가

### 시네파운데이션 및 단편영화
- 베르트랑 보넬로 - 프랑스의 영화감독, 심사위원장[11]
- 발레스카 그리즈바흐 - 독일의 영화감독
- 할릴 조레이제 - 레바논의 아티스트, 영화감독
- 알랑테 카바이테 - 프랑스계 리투아니아 영화감독
- 아리안 라베드 - 프랑스의 배우

### 독립 부문
국제비평가주간 상 (Semaine de la Critique)
- 요아킴 트리에 - 노르웨이의 영화감독, 심사위원장[12]
- 클로이 세버니 - 미국의 배우, 영화감독
- 나우엘 페레스 비스카야 - 아르헨티나의 배우
- 에바 산조르지 - 이탈리아의 빈 국제 영화제 디렉터
- 오귀스탱 트라프나르 - 프랑스의 예술기자

황금눈상 (L'Œil d'or)
- 엠마누엘 팽킬 - 프랑스의 영화감독, 심사위원장[13]
- 롤리타 샤마 - 프랑스의 배우
- 이자벨 다넬 - 프랑스의 평론가
- 킴 론지노트 - 영국의 다큐멘터리 감독
- 폴 스튜어츠 - 미국 트루 오어 펄스 영화제 디렉터

## 공식 부문 상영작

### 경쟁 부문
다음은 황금종려상 경쟁부문에 출품된 작품들이다.
| 한국어명                  | 원제                         | 감독                  | 제작국가       |
| ------------------------- | ---------------------------- | --------------------- | -------------- |
| 3개의 얼굴들              | سه رخ                        | 자파르 파나히         | 이란           |
| 아사코                    | 寝ても覚めても               | 하마구치 류스케       | 일본           |
| 애쉬                      | 江湖儿女                     | 자장커                | 중화인민공화국 |
| 앳 워                     | En Guerre                    | 스테판 브리제         | 프랑스         |
| 아이카                    | Айка                         | 세륵이 드보르체보이   | 카자흐스탄     |
| 블랙클랜스맨              | BlacKkKlansman               | 스파이크 리           | 미국           |
| 버닝                      | 버닝                         | 이창동                | 대한민국       |
| 가버나움                  | كفرناحوم                     | 나딘 라바키           | 레바논         |
| 콜드 워                   | Zimna wojna                  | 파베우 파블리코프스키 | 폴란드         |
| 도그맨                    | Dogman                       | 마테오 가로네         | 이탈리아       |
| 누구나 아는 비밀 (개막작) | Todos lo saben               | 아쉬가르 파르하디     | 스페인         |
| 걸스 오브 더 선           | Les filles du soleil         | 에바 위송             | 프랑스         |
| 행복한 라짜로             | Lazzaro Felice               | 알리체 로르와커       | 이탈리아       |
| 이미지 북                 | Le livre d'images            | 장 뤽 고다르          | 프랑스 스위스  |
| 칼+심장 (QP)              | Un Couteau Dans Le Cœur      | 얀 곤살레스           | 프랑스         |
| 레토                      | Лето                         | 키릴 세레브레니코프   | 러시아         |
| 어느 가족                 | 万引き家族                   | 고레에다 히로카즈     | 일본           |
| 쏘리 엔젤 (QP)            | Plaire, aimer et courir vite | 크리스토프 오노레     | 프랑스         |
| 언더 더 실버레이크        | Under the Silver Lake        | 데이비드 로버트 미첼  | 미국           |
| 야생 배나무               | Ahlat Ağacı                  | 누리 빌게 제일란      | 튀르키예       |
| 요메드딘 (CdO)            | يوم الدين                    | 아부 바크르 샤키      | 이집트         |

(CdO) 표시는 황금카메라상 (Caméra d'Or) 수상 자격을 만족하는 작품이다.
(QP)  표시는 퀴어종려상 (Queer Palm) 경쟁작이다.

### 주목할 만한 시선
다음은 주목할 만한 시선 부문에 출품된 작품들이다.
| 한국어명                   | 원제                                                        | 감독                              | 제작국가                                 |
| -------------------------- | ----------------------------------------------------------- | --------------------------------- | ---------------------------------------- |
| 엔젤 (QP)                  | El Ángel                                                    | 루이스 오르테가                   | 아르헨티나 스페인                        |
| 엔젤 페이스                | Gueule d'ange                                               | 바네사 필료                       | 프랑스                                   |
| 경계선 (QP)                | Gräns                                                       | 알리 아바시                       | 스웨덴 덴마크                            |
| 더 데드 앤 더 아더스       | Chuva é Cantoria na Aldeia dos Mortos                       | 주앙 살리비자, 라니 나데르 메소라 | 브라질 포르투갈                          |
| 돈바스 (개막작)            | Донбас                                                      | 세르게이 로즈니차                 | 독일 우크라이나 프랑스 네덜란드 루마니아 |
| 유포리아 (QP)              | Euforia                                                     | 발레리아 골리노                   | 이탈리아                                 |
| 세상의 부드러운 무관심     | Әлемнің жұмсақтық мазасыздығы Älemniñ jumsaqtıq mazasızdığı | 아딜칸 에르자노프                 | 카자흐스탄 프랑스                        |
| 걸 (CdO) (QP)              | Girl                                                        | 루카스 돈트                       | 벨기에                                   |
| 더 하비스터스 (CdO)        | Die Stropers                                                | 에티엔 칼로스                     | 남아프리카 공화국 프랑스 폴란드 그리스   |
| 인 마이 룸                 | In my room                                                  | 율리히 쿨러                       | 독일 이탈리아                            |
| 리틀 티클스 (CdO)          | Les Chatouilles                                             | 앙드레아 베스콩, 에릭 메타예르    | 프랑스                                   |
| 지구 최후의 밤             | 地球最後的夜晚                                              | 비간                              | 중화인민공화국                           |
| 만토                       | मंटो                                                          | 난디타 다스                       | 인도                                     |
| 머더 미, 몬스터            | Muere, Monstruo, Muere                                      | 알레한드로 파델                   | 아르헨티나                               |
| 마이 페이버릿 패브릭 (CdO) | Mon tissu préféré                                           | 가야 지지                         | 프랑스 독일 튀르키예                     |
| 라피키, 친구 (QP)          | Rafiki                                                      | 와누리 카히우                     | 케냐                                     |
| 섹스테이프                 | À genoux les gars                                           | 앙투안 데로제르                   | 프랑스                                   |
| 소피아 (CdO)               | Sofia                                                       | 메리엠 벰바레크                   | 벨기에                                   |

(CdO) 표시는 황금카메라상 (Caméra d'Or) 수상 자격을 만족하는 작품이다.
(QP)  표시는 퀴어종려상 (Queer Palm) 경쟁작이다.

### 비경쟁 부문
다음은 비경쟁 부문 출품작이다.
| 한국어명                 | 원제                           | 감독           | 제작국가   |
| ------------------------ | ------------------------------ | -------------- | ---------- |
| 고티                     | Gotti                          | 케빈 코넬리    | 미국       |
| 살인마 잭의 집           | The House That Jack Built      | 라스 폰 트리에 | 덴마크     |
| 돈키호테를 죽인 남자     | The Man Who Killed Don Quixote | 테리 길리엄    | 영국       |
| 수영장으로 간 남자들     | Le Grand Bain                  | 질 를루슈      | 프랑스     |
| 한 솔로: 스타워즈 스토리 | Solo: A Star Wars Story        | 론 하워드      | 미국       |
| 심야 상영 작품           |                                |                |            |
| 아틱 (CdO)               | Arctic                         | 조 페나        | 아이슬란드 |
| 화씨 451                 | Fahrenheit 451                 | 라민 바흐라니  | 미국       |
| 공작                     | 공작                           | 윤종빈         | 대한민국   |
| 휘트니 (QP)              | Whitney                        | 캐빈 맥도널드  | 영국       |

(QP) 표시는 퀴어종려상 (Queer Palm) 경쟁작이다.
(ŒdO) 표시는 다큐멘터리 부문 황금눈상 (L'Œil d'or) 출품 자격을 만족하는 작품이다.

### 특별 상영
다음은 특별 상영 부문 초청작 목록이다.
| 한국어명                                 | 원제                                                                           | 감독                                                                   | 제작국가                         |
| ---------------------------------------- | ------------------------------------------------------------------------------ | ---------------------------------------------------------------------- | -------------------------------- |
| 어나더 데이 오브 라이프                  | Jeszcze dzień życia                                                            | 다미안 네노프, 라울 데 라 푸엔테                                       | 폴란드 스페인 독일 벨기에 헝가리 |
| 사령혼: 죽은 넋                          | 死靈魂                                                                         | 왕빙                                                                   | 프랑스 스위스                    |
| 그레이트 미스티컬 서커스                 | O Grande Circo Místico                                                         | 카를루스 디에구스                                                      | 브라질                           |
| 프란치스코 교황: 맨 오브 히스 워드 (ŒdO) | Papst Franziskus - Ein Mann seines Wortes Le pape François: un homme de parole | 빔 벤더스                                                              | 프랑스 독일 이탈리아 스위스      |
| 만델라와 동지를 거부한 국가 (ŒdO)        | The State Against Mandela and the Others                                       | 니콜라 샹포,, 질 포르테                                                | 프랑스                           |
| 10년: 태국                               | สิบปีในประเทศไทย / S̄ib pī nı pratheṣ̄thịy                                         | 아딧야 아사랏, 위싯 사사나티앙, 출라야르논 시리폴, 아핏차퐁 위라세타쿤 | 태국                             |
| 투 더 포 윈즈                            | Libre                                                                          | 미셸 토에스카                                                          | 프랑스                           |
| 프랑스의 길 위에서                       | La Traversée                                                                   | 로맹 구필                                                              | 프랑스                           |

(ŒdO) 표시는 다큐멘터리 부문상인 황금눈상 (L'Œil d'or) 출품 자격을 충족하는 작품이다.

### 칸 클래식
| 한국어명                | 원제                  | 감독          | 제작국가  |
| ----------------------- | --------------------- | ------------- | --------- |
| 2001: 스페이스 오디세이 | 2001: A Space Odyssey | 스탠리 큐브릭 | 미국 영국 |

## 수상작

### 공식 부문

#### 경쟁 부문
다음은 경쟁 부문 출품작의 수상 목록이다.
- 황금종려상: 어느 가족 (고레에다 히로카즈)
- 그랑프리: 블랙클랜스맨 (스파이크 리)
- 심사위원상: 가버나움 (나딘 라바키)
- 감독상: 파베우 파블리코프스키 (콜드 워)
- 각본상:
  - 알리체 로르바케르 (행복한 라짜로)
  - 자파르 파나히, 나데르 사에바르 (3개의 얼굴들)
- 여우주연상: 사말 예슬랴모바 (아이카)
- 남우주연상: 마르첼로 폰테 (도그맨)
- 특별상: 이미지 북 (장 뤽 고다르)

#### 주목할 만한 시선
- 대상: 경계선 (알리 압바시)
- 심사위원상: 더 데드 앤 디 아더스 (주앙 살라비자, 르네 라데르 메소라)
- 감독상: 세르게이 로즈니차 (돈바스)
- 배우상: 빅토르 폴스터 (걸)
- 특별심사위원상: 메리엠 벰바레크 (소피아)

#### 황금카메라 부문
- 황금카메라상: 걸 (루카스 돈트)

#### 시네파운데이션
- 1등상: The Summer of the Electric Lion (디에고 세스페데스)
- 2등상:
  - Calendar (이고르 포플라우힌)
  - The Storms in Our Blood (셴디)
- 3등상: Inanimate (루시아 불게로니)

### 독립 부문

#### 국제영화비평가연맹상
- 경쟁부문: 버닝 (이창동)
- 주목할 만한 시선: 걸 (루카스 돈트)
- 국제비평가주간: 원 데이 (조피어 실라지)

#### 에큐메니컬상
- 에큐메니컬 심사위원상: 가버나움 (나딘 라바키)
- 특별언급상 : 블랙클랜스맨 (스파이크 리)

#### 국제비평가주간
- 네스프레소 대상: 디아만티노 (가브리엘 아브란테스, 대니얼 슈미트)
- 라이츠 신 디스커버리 단편부문상 : 더 라스트 데이 오브 더 이어 (재클린 렌트주)
- 루이스 로더러 재단 떠오르는 스타상: 펠릭스 마리토 (새비지)
- 간 재단 배급상 : 서 (로헤나 게라)
- SACD상: 어느 여자의 전쟁 (베네딕트 에르들링손)
- 카날+ 단편상: A Wedding Day (엘리아스 벨케다르)

#### 디렉터스 포트나이트
- 유로파 시네마스 레이블상: 루시아스 그레이스 (잔니 차나시)
- SACD상: 트러블 위드 유 (피에르 살바도리)
- 아트시네마상: 클라이맥스 (가스파르 노에)
- 일리 단편영화상: Skip Day (이베테 루카스, 패트릭 브레즈넌)
- 황금마차상: 마틴 스콜세지

#### 황금눈상
- 황금눈상:
  - 더 코르디예라 오브 드림스 (파트리시오 구스만)

#### 퀴어종려상
- 퀴어종려상: 걸 (루카스 돈트)
- 퀴어종려 단편상: 더 오펀 (캐롤리나 마르코비츠)

#### 프랑수아 샬레 상
- 프랑수아 샬레 상: 요메디네 (아부 바크르 쇼키)